# Yang Yang (född 1976)
Yang Yang (kinesiska: 楊揚) född 24 augusti 1976 i Tangyuan, är en kinesisk skridskoåkare som tävlar i grenen short track. Hon är med i kinesiska short track-landslaget. Mest noterbart är hennes seger i damernas 500 m vid OS 2002 som gjorde henne till Kinas första guldmedaljör vid ett olympiskt vinterspel. Hon utökade med ytterligare ett guld genom att vinna 1000 m vid samma olympiad. 
Yang Yang skall inte förväxlas med personen med samma namn, Yang Yang (född 1977), som tidigare var medlem av samma landslag. Ofta används ett A för att visa vilken Yang Yang man avser. Då får Yang Yang (f. 1976) ett A för att visa att hon är född i augusti. Yang Yang (f. 1977) har emellertid avslutat sin karriär.